# Green Point Stadium
Green Point Stadium je sportovní stadion v Kapském Městě. Jeho kapacita dosahuje až 69 070 míst. Stadion byl dokončen v prosinci 2009. V roce 2010 se zde konalo Mistrovství světa ve fotbale 2010.